# Y'all Know What This Is... The Hits
Cet article court présente un sujet plus développé dans : discographie de Jermaine Dupri.
Albums de Jermaine Dupri
Young, Fly and Flashy Vol.1
(2001)
Y'all Know What This Is... The Hits est une compilation de Jermaine Dupri, sortie le 23 octobre 2007.
L'album s'est classé 72e au Top R&B/Hip-Hop Albums.

## Liste des titres
| No  | Titre                                                                                                | Durée |
| --- | --- | ----- |
| 1.  | Welcome to Atlanta (featuring Ludacris)                                                              | 3:22  |
| 2.  | Jump (Interprété par Kris Kross)                                                                     | 3:13  |
| 3.  | Sleepin' in My Bed - (So So Def Remix) (Interprété par Dru Hill featuring Da Brat et Jermaine Dupri) | 4:02  |
| 4.  | We Belong Together (Interprété par Mariah Carey)                                                     | 3:21  |
| 5.  | Money Ain't A Thang (featuring Jay-Z)                                                                | 4:14  |
| 6.  | Confessions Pt.II (Interprété par Usher)                                                             | 3:50  |
| 7.  | Like You (Interprété par Bow Wow featuring Ciara)                                                    | 3:25  |
| 8.  | The First Night (Interprété par Monica)                                                              | 3:55  |
| 9.  | Pullin' Me Back (Interprété par Chingy featuring Tyrese)                                             | 3:51  |
| 10. | Keep On, Keepin' On (Interprété par MC Lyte featuring Xscape)                                        | 4:32  |